# Piletocera flexiguttalis
Piletocera flexiguttalis is een vlinder van de familie van de grasmotten (Crambidae). De wetenschappelijke naam van deze soort is voor het eerst voorgesteld als Diplotyla flexiguttalis door William Warren in een publicatie uit 1896.
De soort komt voor in India (Meghalaya).